# Smart card contactless
La smart card contactless o smart card senza contatti (CSC), è una smart card che fa uso di tecnologie RFID per interagire con dispositivi che su di essa sono in grado di leggere e scrivere dati.

## Ambiti di applicazione
Le contactless smartcard sono molto usate nei sistemi di bigliettazione elettronica in uso in diversi ambiti del trasporto pubblico locale, e in tempi recenti anche alcune carte di credito ne fanno uso.

## Tipologie
Tra le tipologie più diffuse di contactless smartcard rientrano quelle che utilizzano la tecnologia Mifare o la tecnologia Calypso. In Asia è molto diffusa la tecnologia FeliCa.

## Sicurezza
La sicurezza è generalmente garantita tramite l'utilizzo di una chiave crittografica contenuta nella smart card, che deve corrispondere a quella contenuta nel validatore e fisicamente memorizzata all'interno di un Modulo SAM.

## Produzione
Le smartcard contatless (CSC) o smartcard senza contatti, con tecnologia RFID, possono essere prodotte personalizzandone la grafica.